# Ambohitr'Antsingy
Ambohitr'Antsingy encore appelée Montagne des français est une aire protégée du Nord de Madagascar située dans la région Diana. Elle fait partie du complexe Orangea avec les aires protégées Oranjia (MBG) et Ambodivahibe (CI). À la différence de ces 2 autres, elle est la seule aire protégée de ce complexe à ne pas toucher à la mer.

## Histoire
Ambohitr'Antsingy- montagne des français est un lieu de découverte archéologique. Des d'ossements et de poterie datant de 700 ans av J. C a été trouvé dans les grottes d'Andavakoera.
Ce site doit son nom à l'occupation du site, au XXe siècle par des militaires français. Il fut un lieu de bataille où des soldats français et malagasy ont peri.
En 1823, le roi Radama envahit le Nord de Madagascar, le roi antakarana Tsialanana a été obligé de se soumettre. De ce fait, ils ont construit le fort d'Ambohimarina, au sommet de la Montagne des français, en 1928.Ce fort est devenu le siège du gouvernement d'Antomboko.

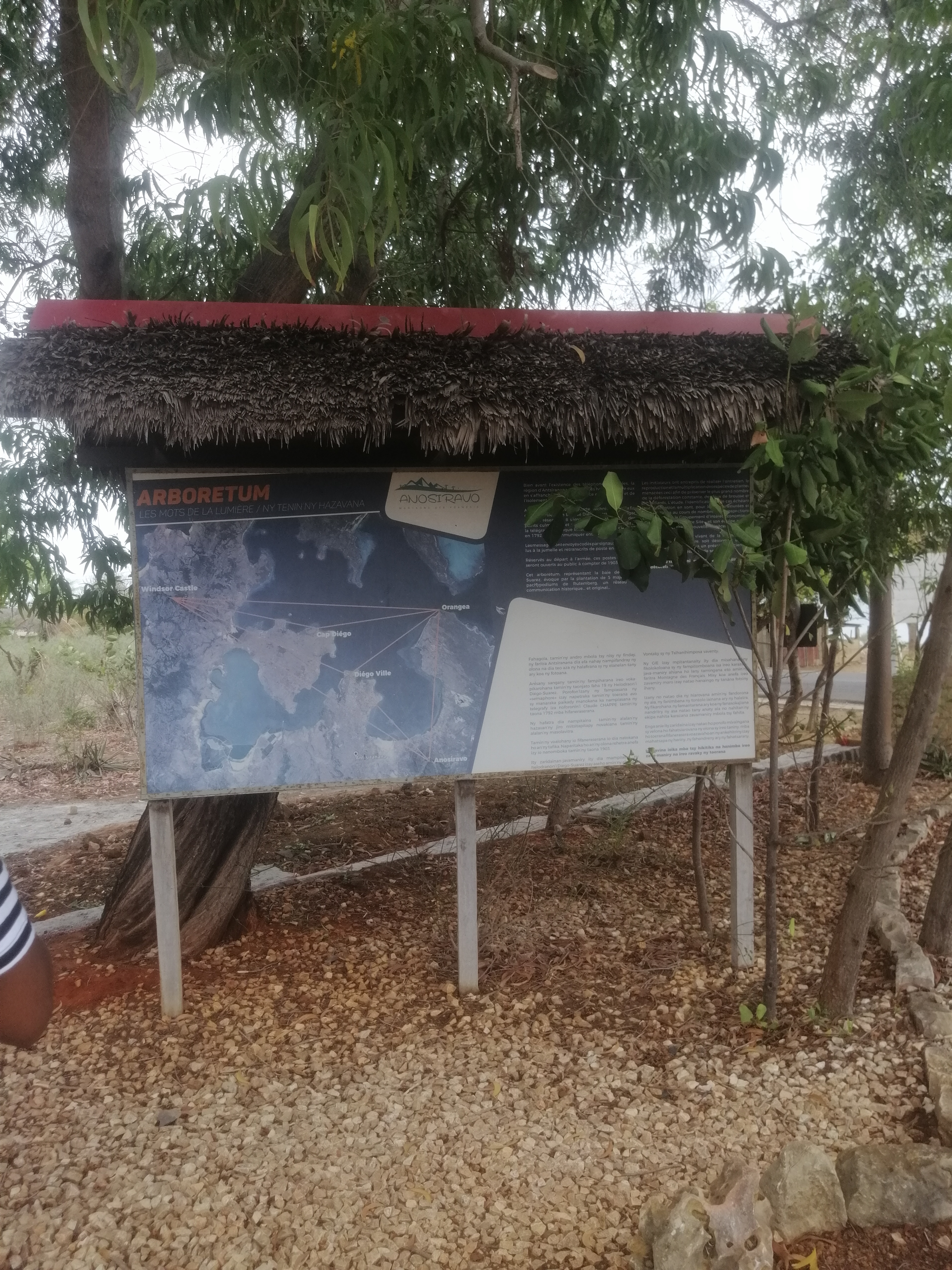
Panneau informatif à l'entrée de la Montagne des français

Pour combattre les merina, le successeur du roi Tsialanana, Tsimiaro s'est allié aux Français. En 1885, les troupes françaises se sont emparées du fort d'Ambohimarina.
La Montagne des français aussi est un lieu de pèlerinage,
En 1956, le père Perrin dirigea la mise en place des 14 croix. Tous les ans, chaque dimanche qui précède les rameaux une bonne partie de la population antsiranaise (que ce soit des catholiques ou non) se donne rendez-vous à la Montagne des français pour le pèlerinage.

## Description

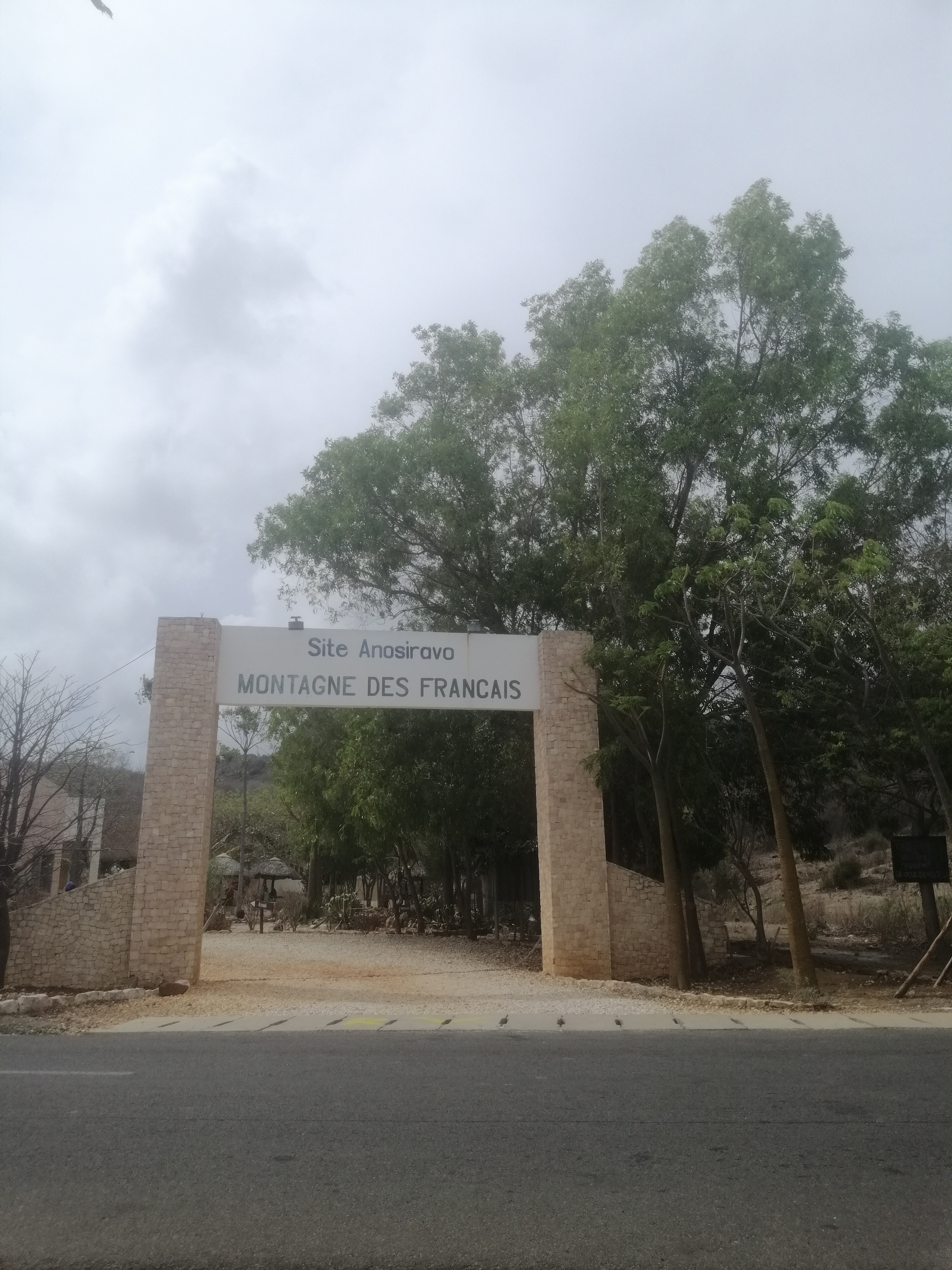
entrée site Anosiravo-Montagne des français

C'est un site touristique incontournable dans la partie Nord de Madagascar. De son sommet, on peut contempler la baie de Diego-Suarez qui est la deuxième plus grande baie du monde après le Copacapana du Brésil. Elle représente l'identité même de la ville d'Antsiranana grâce à ses vestiges historique et à la présence des lieux de culte aussi bien chretien que traditionnelle.
Ce site a deux circuits touristiques : le circuit Anosiravo conduisant au fort colonial long de 6 km (doté de quelques aires de repos, si cent vingt quatre escaliers en tunnel  et de deux terrasses panoramiques) et le circuit nommé grand tour qui mène au fort d'Ambohimarina depuis le village de Mahagaga(sur la RN6) , en passant par les escaliers, un circuit de 3heures.Il y existe aussi d'autres sentiers pédestres en passant par la vallée de baobab, des perroquets, des orchidées.

## Géographie
Ambohitr'Antsingy-Montagne des français se trouve à 7 km à l'est de la  ville de Antsiranana, sur la N59B reliant Antsiranana et Ramena. C'est un des massifs forestiers de l'extrême Nord de Madagascar.
Elle est constituée d'une forêt dense sèche sur du calcaire avec des espèces Comme celtis madagascariensis, commiphora elliptica (endémique) et de forêts dense humide semi-dessidue.
Elle est aménagée comme suit: des noyaux durs d’environ 960 ha, des zones recherches d’environ 205 ha, et une zone périphérique d’environ 5 132 ha, une zone de protection d’environ 3 934 ha

## Topographie
La réserve s'étend sur 6 046 hectares.

## Géologie

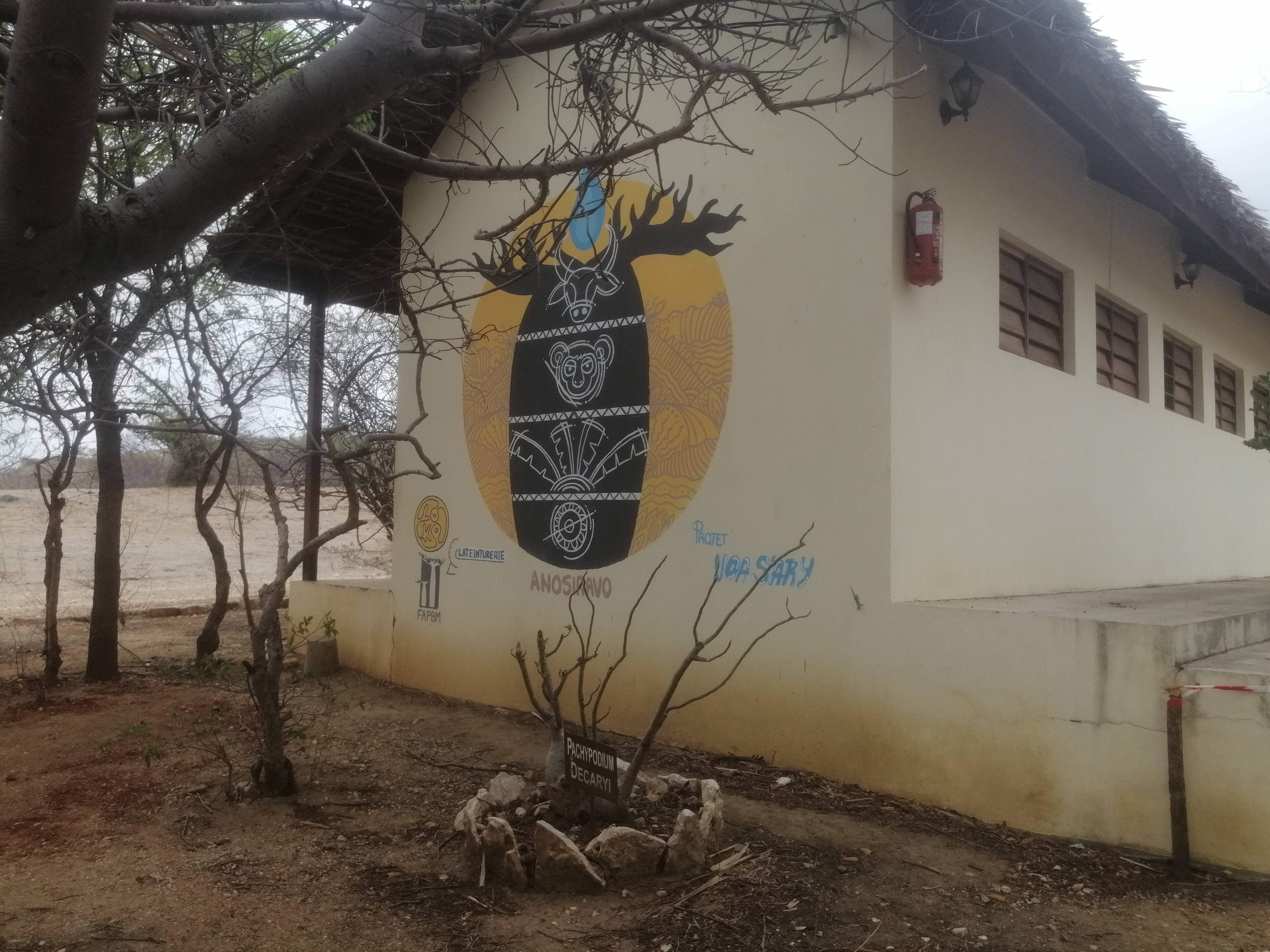
Infrastructure dans l'Entrée de la Montagne des français-Site Anosiravo

Ambohitrantsingy ou Montagne des français est un massif forestier sur un plateau de calcaire.

## Écosystème
La Montagne des français abrite 464 espèces de plantes dont 349 endémiques à Madagascar[réf. nécessaire].
Il est à noter que Treize espèces de plantes ne sont connues que de la Montagne des français à savoir : Beguea Borealis, Echolium palmatum, Eugenia calciscopulorum, Euphorbia aureoviridiflora, Kalanchoe suarezensis, Scolopia calcicola, Carlephyton diegoense, Croton aleuritoides, Senna suarezensis, Dombeya ambohitrensis, D.milleri, Helmiopsiella poissonii, Warneckea peculiaris et Noronhia obcordifolia.
Elle abrite :
- 10 espèces d’amphibiens dont une est endémique : Stumpffia staffordi ;
- 52 espèces de reptiles dont Brookesia tristis, Paroedura hordiesi, Heteroliodon fohy ;
- 75 espèces d’oiseaux ;
- 10 espèces de chauves-souris ;
- 4 espèces de lémuriens ;
- 2 espèces de gecko à écailles de poisson, Geckolepis sp attendent d’être décrites[5].

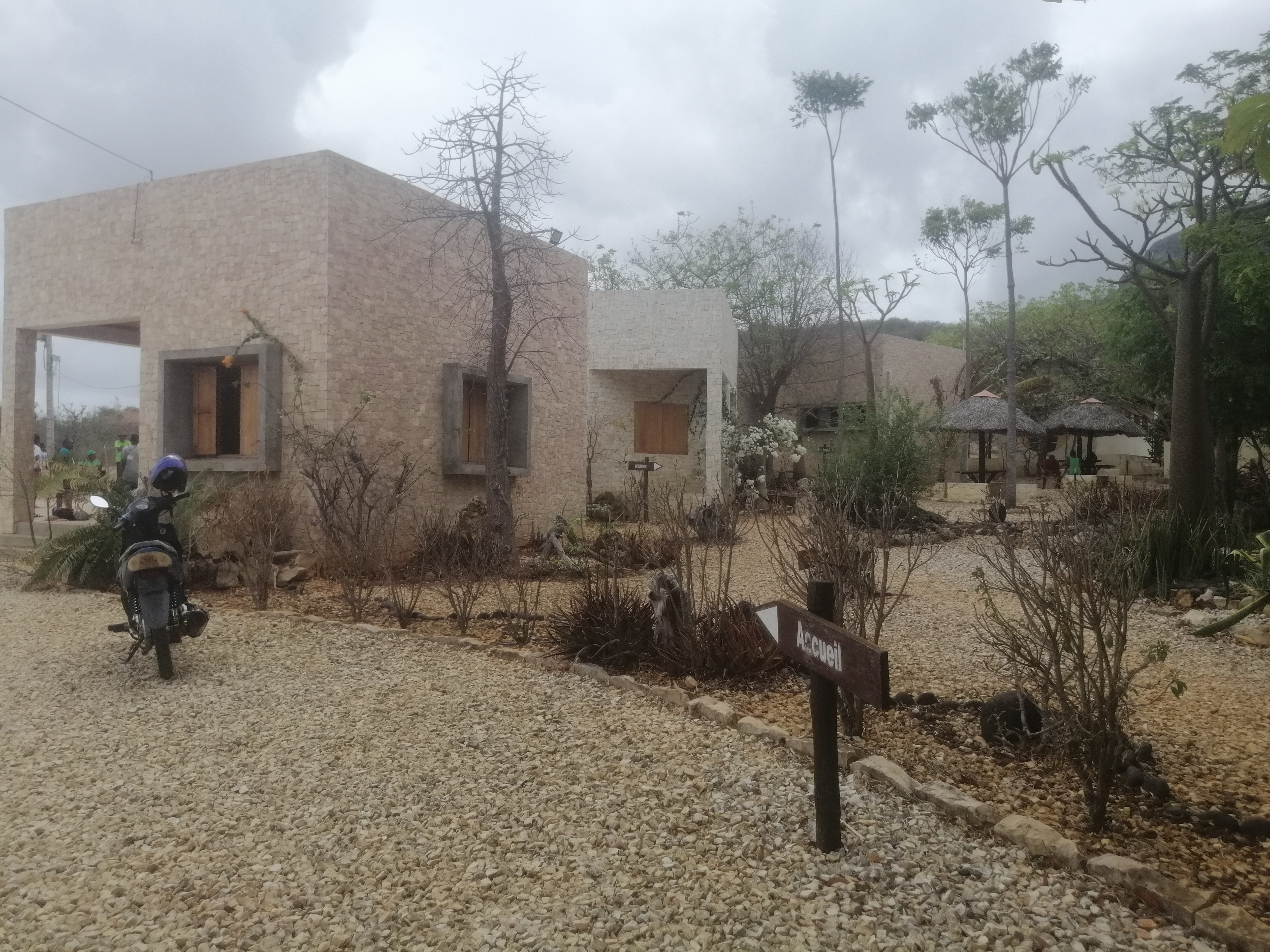
accueil montagne des français